# Новая Разводная
Но́вая Разво́дная — посёлок в Иркутском районе Иркутской области России. Входит в состав Молодёжного муниципального образования.

## География
Находится на правобережье реки Ангары, по южной стороне Байкальского тракта, в 9 км к юго-востоку от центра города Иркутска. В посёлке находятся 2 залива Ангары: Топка и Чертугеевский.

## Население
| 2002 | 2010  | 2011  | 2012  |
| ---- | ----- | ----- | ----- |
| 513  | ↗1313 | ↗1322 | ↗1395 |